# Rain (Gemeinde Sankt Georgen am Längsee)
Rain (früher auch Rein) ist eine Ortschaft in der Gemeinde St. Georgen am Längsee im Bezirk Sankt Veit an der Glan in Kärnten (Österreich). Die Ortschaft hat 7 Einwohner (Stand 1. Jänner 2024). Sie liegt auf dem Gebiet der Katastralgemeinde Launsdorf.

## Lage
Die Ortschaft liegt im Südosten des Bezirks Sankt Veit an der Glan, im Osten der Gemeinde Sankt Georgen am Längsee, am Südostrand der Launsdorfer Senke, linksseitig der Gurk, an der Görtschitztalbahn.

## Geschichte
Auf dem Gebiet der Steuergemeinde Launsdorf liegend, gehörte Rain in der ersten Hälfte des 19. Jahrhunderts zum Steuerbezirk Osterwitz. Bei der Bildung der Ortsgemeinden im Zuge der Reformen nach der Revolution 1848/49 kam Rain an die Gemeinde Sankt Georgen am Längsee.

## Bevölkerungsentwicklung
Für die Ortschaft ermittelte man folgende Einwohnerzahlen:
- 1869: 7 Häuser, 69 Einwohner[2]
- 1880: 7 Häuser, 37 Einwohner[3]
- 1890: 4 Häuser, 31 Einwohner[4]
- 1900: 4 Häuser, 26 Einwohner[5]
- 1910: 4 Häuser, 25 Einwohner[6]
- 1923: 4 Häuser, 24 Einwohner[7]
- 1934: 41 Einwohner[8]
- 1961: 6 Häuser, 25 Einwohner[9]
- 2001: 5 Gebäude (davon 1 mit Hauptwohnsitz) mit 2 Wohnungen; 2 Einwohner und 3 Nebenwohnsitzfälle; 1 Haushalt; 0 Arbeitsstätten, 1 land- und forstwirtschaftlicher Betrieb[10]
- 2011: 5 Gebäude, 13 Einwohner, 3 Haushalte, 0 Arbeitsstätten[11]
- 2021: 4 Gebäude, 8 Einwohner, 4 Haushalte, 1 Arbeitsstätte[12]